# De Bovenste Polder

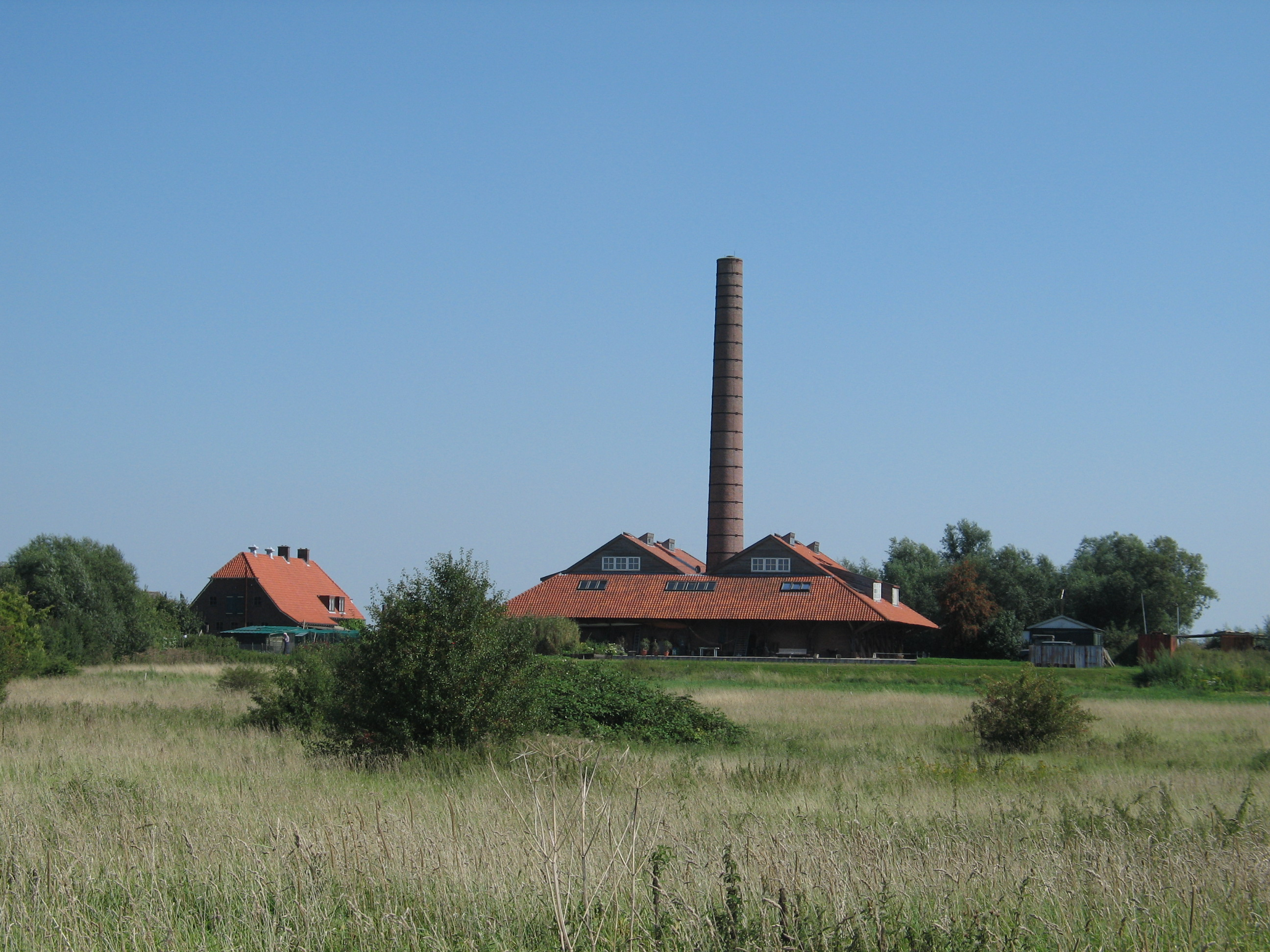
De Bovenste Polder vanaf de achterzijde.

De Bovenste Polder is een voormalige steenfabriek in Wageningen in de Nederlandse provincie Gelderland, noordelijk van de Nederrijn gelegen. De steenfabriek is in 1923 gebouwd met een zigzagringoven naar ontwerp van J.J. Wentink. De steenfabriek was tot in de jaren 60 in gebruik. Hierna heeft de steenfabriek een herbestemming als atelier, woonhuis en opslag gekregen.

## Geschiedenis
De steenfabriek wordt opgericht in 1846 door Robert Bowles en Joannes Lans nadat deze een vergunning hadden ontvangen om een steenfabriek in de Stompe Waarden en de Essenswaarden te bouwen. Er wordt een steenfabriek met drie steenovens gebouwd. In 1875 wordt een stoommachine aangekocht om de steenpersmachine aan te drijven. In 1888 wordt de, inmiddels uitgebreide, fabriek aan H.D. Gideonse uit Brummen verkocht. Toen in 1906 besloten werd de lonen van de (veelal) seizoenarbeiders te verlagen, werd hiertegen wild protest gemaakt. Er werd zelfs gestaakt onder leiding van de vakbond "Eendracht maakt macht". Onder andere naar aanleiding van deze loonsverlaging werd in juli 1906 een nieuwe vakbond opgericht, de "Nederlandsche Bond van Steen- en Pannenbakkers", die zich in Wageningen vestigde. In 1921 komt de steenfabriek in handen van L.J. Duijs. Duijs geeft in 1923 opdracht tot de bouw van een nieuwe steenfabriek. Deze steenfabriek bevat een oven met 16 poorten en een oppervlakte van 735 m².
In 1965 wordt de steenfabriek opgekocht door de gemeente Wageningen, samen met de in 1930 door Duijs gekochte fabriek de "Hooge Waard" die naast De Bovenste Polder ligt. De steenfabrieken werden opgekocht omdat de gemeente stadsuitbreiding in de uiterwaarden had gepland. Na verkoop zet Duijs zijn onderneming voort in de Gelderse Waarden, aan de Maas bij Heusden. Op het moment van de verkoop waren 55 mensen in dienst op beide fabrieken. Jaarlijks werden 11,5 miljoen metselstenen vervaardigd. Kort na het raadsbesluit tot stadsuitbreiding wordt steenfabriek de "Hooge Waard" gesloopt. Ook wordt de schoorsteenpijp van "De Bovenste polder van 48 naar 28 meter ingekort. Kort daarna komt er vertraging in de plannen. Men besluit de sloop van "De Bovenste Polder" nog even af te wachten. Nadat in 1976 echter de Raad van State besluit dat er niet meer in de uiterwaarden gebouwd mag worden blijft de steenfabriek behouden. Nadat de steenfabriek behouden is wordt in de jaren 80 de "Vereniging tot Behoud van De Bovenste Polder" opgericht. In 1986 wordt begonnen met het opknappen van de fabriek. In 1995 werd de vereniging die zich voor het behoud inzette omgedoopt tot de "Stichting De Bovenste Polder". In 2000 verkreeg de steenfabriek de status van Rijksmonument. Sinds april 2003 is de steenfabriek eigendom van erfgoedorganisatie BOEi.

## Gebruik
In het gebouw van de steenfabriek zijn enkele woningen, er is atelierruimte voor kunstenaars en oefenruimte voor muziekgroepen. Daarnaast zijn kanovereniging 'WKV De Bovenste Polder' en Waterscouting 'Musinga-Rijn' er gevestigd.